# Дидье, Кристоф
Кристоф Дидье (фр. Christophe Didier; род. 4 февраля 1915 в Буре, Люксембург — ум. 24 июля 1978 в Страсбурге, Франция) — люксембургский шоссейный велогонщик. В 1940 году первенствовал в общем зачёте Вуэльты Каталонии, в 1941 — Тура Люксембурга.

## Достижения
1939
3-й Тур Швейцарии
1940
1-й Вуэльта Каталонии
1-й — Этап 4
1941
1-й Тур Люксембурга
1942
2-й Тур Люксембурга

## Статистика выступлений

### Гранд-туры
| Гонка           | 1938 | 1939 | 1940 |
| --------------- | ---- | ---- | ---- |
| Джиро д'Италия  | —    | —    | НФ   |
| Тур де Франс    | НФ   | 18   | —    |
| Вуэльта Испании | —    | —    | —    |

| —  | Не участвовал  |
| НФ | Не финишировал |